# 刘晶 (建筑师)
刘晶（1981年—）是一位中国建筑师。

## 生平
1981年出生于江苏南京，1994年随父亲工作迁居日本，2004年毕业于杜兰大学建筑系。2004年迁居纽约市，2008年和荷兰建筑师共同创建SO-IL建筑设计事务所。2009年起任教于哥伦比亚大学建筑学院。还曾任教于雪城大学和帕森设计学院。